# دم‌چیده مکزیکی
دم‌چیده مکزیکی (نام علمی: Doricha eliza) گونه‌ای از مرغ مگس از تیرهٔ مگس‌مرغان است. این گونه بومی مکزیک است.